# Oficina de Tierras y Colonización de Puerto Aysén
Oficina de Tierras y Colonización de Puerto Aysén es un edificio ubicado en la ciudad de Puerto Aysén, Chile. Fue declarado monumento nacional en categoría de monumento histórico en 2009.

## Historia
El edificio fue construido por la empresa maderera de Carlos Stange Klein, basada en Puerto Montt, que se encargó de construir varios edificios institucionales en Puerto Aysén en la década de 1930, de los cuales muy pocos se mantienen en la actualidad debido a que fueron destruidos por incendios.
El recinto albergaba la extinta Oficina de Tierras y Colonización de Puerto Aysén, entidad creada en 1932, dependiente del Ministerio de Tierras y Colonización (actualmente Ministerio de Bienes Nacionales), que tenía como finalidad la distribución de tierras fiscales durante el periodo de Colonización de Aysén.

En Puerto Aysén se instaló una Oficina de Colonización, la cual empezó a explorar y mensurar algunas regiones que podían ser aptas para el poblamiento humano.
Óscar Aleuy, Memorial de la Patagonia. Aysén.

Actualmente, el edificio es ocupado por la Segunda Comisaría de Carabineros de Puerto Aysén. Fue declarado monumento nacional por el Decreto 36 del 31 de marzo de 2009, que también dio esa categoría a las Bodegas portuarias del río Ibáñez, ya que «forman parte del registro material del complejo proceso de poblamiento y colonización del vasto territorio de dicha Región [de Aysén], constituyendo un testimonio del esfuerzo y tesón de los habitantes de principios del siglo XX de esta indómita zona de Chile».

## Arquitectura
La tabiquería del edificio es de madera de lenga, con gruesos muros de 20 cm de ancho revestidos de madera tinglada de lenga en el interior y de ciprés en el exterior. Las fundaciones del edificio son de hormigón, que le permiten aislar a la madera de la humedad del suelo. La techumbre del edificio es de tejuela de arce.